# Léon Edmond de Cointet
Léon Edmond de Cointet, né le 19 août 1870 à Tillenay (Côte-d'Or) et mort le 28 juillet 1948 à Paris, est un général de division de l'Armée française. Il dirige le Deuxième Bureau de l’État-major de 1917 à 1921.
Il est l'inventeur dans les années 1930 de la barrière Cointet, système de défense antichar.

## Formation
Il fait partie de la famille de Cointet qui comprend de nombreux militaires. Son père, Édouard Henri de Cointet de Fillain, baron de Cointet (1830-1917) était général. Sa mère était Bernarde Geneviève Renée Mairet (1844-1924).
Il fait de brillantes études et entre à Polytechnique dont il est diplômé en 1891. À la sortie de l'école, il opte pour l'arme de l’Artillerie.

## Chef duDeuxième bureau(1917-1921)
il occupe divers postes jusqu'à la guerre.
Il est remarqué pour avoir compris le potentiel en matière de renseignement des postes d'écoute des tranchées, ce qui lui valut le surnom de « Père des postes d'écoute ». Le commandant de Cointet, chef du 2ème Bureau à l'état-major de la 2ème armée depuis 1915, permit aux postes d'écoute de donner leur maximum de rendement et les organisa d'une manière autonome. Tous les interprètes formèrent une section (Compagnie d'armée), placée sous la direction technique du capitaine Thomas, section rattachée au 8eme régiment du génie. Cette exploitation des moyens téléphoniques fut cruciale pendant la Bataille de Verdun au long de l'année 1916.
En avril 1917, il prend le commandement du Deuxième bureau de l'EMA.

## Officier général de l'Artillerie
Il est l'inventeur en 1933 d'une barrière anti-char et anti-infanterie surnommée « barrière Cointet », qui devait renforcer le système de la ligne Maginot.
il est fait général de Division le 18 mars 1930 et termine sa carrière en tant que chef des fortifications du secteur de Verdun, Gouverneur Militaire de Verdun.

## Divers

### Famille
Il avait épousé en 1898 Valentine Demont de Lavalette avec qui il eut trois fils :
- René Charles Edouard, général de brigade (1899-1987)
- Jacques, banquier (1901-1966)
- Noël, général de division, directeur du service du Matériel de l'armée (1910-1999)

### Décorations
- Commandeur de la Légion d'honneur. Chevalier de la Légion d'honneur le 11 juillet 1914, remise le 14 juillet 1914 par le général Ravenez.

Il est promu officier du même ordre le 30 décembre 1918, puis commandeur le 24 décembre 1931, décoration remise le 13 janvier 1932 par le général de division Charet, commandant l'artillerie de la 6e région militaire.